# SK Tirfing
SK Tirfing är en sportklubb i Skutskär i Sverige, bildad 20 januari 1923. Klubben var tidigare framför allt framgångsrik inom bandy, men sysslar numera främst med handboll.
Säsongen 1930 var en turbulent tid för svensk bandy. Bråket ledde till att sex av de bästa lagen, AIK, Hammarby IF, IK Göta (Stockholm), IK Sirius, IF Vesta och Västerås SK, bildade en egen serie, vilket gjorde att de avstod från att spela SM 1930. 
SK Tirfing kunde sensationellt ta sig hela vägen fram till SM-final, där man den 2 mars 1930 mötte Djurgårdens IF på Stockholms stadion och vann med 1-0. Mellan 1931 och 1942 spelade bandylaget sammanlagt sju säsonger i Sveriges högsta division. 1981 lade SK Tirfing ned bandyverksamheten.